# Diodotus Tryfon

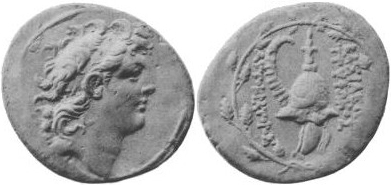
Mynt med Diodotus Tryfon

Tryfon, Diodotus Tryfon, var kung i seleukidriket mellan cirka 142 och 138 f.Kr..
Tryfon var till en början soldat under Alexander Balas, när han senare såg missnöjet med dennes efterföljare Demetrios II framförde han Alexanders son Antiochos VI som laglig arvinge till kungakronan.
Tryfon lyckades tack vare att Demetrios egna män gick över till honom att driva bort denne. 142 f.Kr ansåg Tryfon att Antiochos hade tjänat sin roll och röjde honom ur vägen för att själv ta makten.
År 138 f.Kr. blev han besegrad av brodern till den avsatte Demetrios II, den blivande Antiochos VII Sidetes. Efter förlusten tog han sitt liv.